# Itata (província)
A Província de Itata é uma das províncias do Chile localizada na região de Ñuble. A área da província é de 2.746,5 km² com uma população de 	49.788 habitantes. Sua capital é a cidade de Quirihue.
Limita-se ao norte com a Província de Cauquenes, na Região de Maule; a oeste com o Oceano Pacífico; a leste com as Províncias de Diguillín e de Punilla; a sul com a província de Concepción, na Região de Bío-Bío.

## Comunas
A província está dividida em 7 comunas:
- Cobquecura
- Coelemu
- Ninhue
- Portezuelo
- Quirihue
- Ránquil
- Treguaco